# Erythroxylum lenticellosum
Erythroxylum lenticellosum é uma espécie de planta da família Erythroxylaceae e do gênero Erythroxylum. É endêmica do Brasil, ocorrendo no bioma amazônico em Pará.

## Taxonomia
Erythroxylum lenticellosum foi nomeada por o botânico suíço Jacques Huber e publicado em Boletim do Museo Goeldi de Historia Natural e Ethnographia. Belém. 5: 420 em 1909.